# United States Army Air Corps
United States Army Air Corps (USAAC) var det amerikanske luftvåbens betegnelse fra 1926 til 1941. 
Korpset var en del af den amerikanske hær, men blev følgende opdelt i selvstændige organisationer i det amerikanske forsvar under navnene United States Army Air Forces (USAAF) og United States Air Force (USAF).

## Ekstern henvisning
- U.S. Air Force Historical Studies Office Arkiveret 2. februar 2011 hos  Wayback Machine